# Estado de Yábal al-Druz
Yábal al-Druz (en árabe: جبل الدروز‎, en francés: Djebel Druze) fue un estado autónomo en el mandato francés de Siria de 1921 a 1936, diseñado para funcionar como un gobierno para la población drusa local bajo la supervisión francesa.

## Nomenclatura
El 4 de marzo de 1922, fue proclamado como el Estado de Suwaida, y As-Suwayda fue establecida como su capital, pero en 1927 pasó a llamarse Yábal al-Druz o Estado del Monte Druso. El nombre proviene de la montaña Yábal al-Druz.

## Historia
El Estado druso se formó el 1 de mayo de 1921 en el antiguo territorio otomano, mientras que otros pequeños estados se instalaron en otras partes del mandato sirio (por ejemplo, el Estado alauita en la región de Latakia). En Yábal al-Druz vivían unos 50.000 drusos, y fue la primera y sigue siendo la única entidad autónoma poblada y gobernada por drusos. La revolución siria de 1925 comenzó en Yábal al-Druz bajo el liderazgo del sultán al-Atrash y se extendió rápidamente a Damasco y otras áreas no drusas fuera de la región de Yábal al-Druz. Las protestas contra la división del territorio sirio en pequeños estados fueron un tema principal del nacionalismo anticolonial sirio, que finalmente obtuvo la victoria para reunir todo el territorio bajo mandato francés, excepto el Líbano (que se había independizado) y Alejandreta, que fue anexada a Turquía. como la provincia de Hatay.
Como resultado de la presión nacionalista siria, en virtud del Tratado franco-sirio de 1936, Yábal al-Druz dejó de existir como entidad autónoma y se incorporó a Siria.
| Religión   | habitantes | Porcentaje |
| ---------- | ---------- | ---------- |
| Druso      | 43,000     | 84,8%      |
| cristianos | 7,000      | 13,8%      |
| sunita     | 700        | 1,4%       |
| Total      | 50,700     | 100%       |

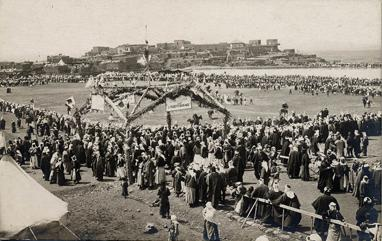
Drusos celebrando su independencia en 1925

## Gobernadores
- Amir Salim Pasha al-Atrash (1 de mayo de 1921 - 15 de septiembre de 1923)
- Trenga (provisional) (septiembre de 1923 - 6 de marzo de 1924)
- Gabriel Marie Victor Carbillet (6 de marzo de 1924 - 14 de octubre de 1925), provisional hasta el 1 de octubre de 1924
- Sultan Pasha al-Atrash (18 de julio de 1925 - 1 de junio de 1927), jefe de Estado; en disidencia
- Charles Andrea (15 de octubre de 1925-1927)
- Marie Joseph León Augustin Henry (1927)
- Abel Jean Ernest Clément-Grancourt (1927-1932)
- Claude-Gabriel-Renaud Massiet (3 de febrero de 1932 - 28 de enero de 1934)
- Justin-Antoine Devicq (1934-1935)
- Pierre-Joseph-François Tarrit (1935 - 2 de diciembre de 1936)[2]